# Survivors (2008)
Survivors is een Britse post-apocalyptische-televisieserie geproduceerd door de BBC in 2008 en 2010.
Ze gaat over het leven van een kleine groep mensen, die een dodelijke virusvariant van de griep overleefd heeft, een griep die nagenoeg het hele menselijke ras snel uitroeide. Volgens de producenten is de serie geen remake van de eerder gemaakt BBC-televisieserie Survivors (1975–1977), geschreven door Terry Nation, maar is ze losjes gebaseerd op het boek met dezelfde naam dat Terry Nation schreef als vervolg op de eerste serie. Twee series werden omgevormd tot één serie. Alle afleveringen duren 60 minuten, behalve de eerste die 90 minuten duurt. Door teruglopende kijkcijfers is de (afsluitende) serie niet meer gemaakt.
De serie is uitgezonden in Engeland, Australië, Zuid-Afrika, Frankrijk en Amerika. In België werd de serie meermaals uitgezonden door de digitale zender Acht. In Nederland is de serie niet uitgezonden.

## Inhoud
In de moderne tijd vindt een groep van willekeurige personen elkaar en probeert te overleven. Alle voorzieningen zijn uitgevallen en ook van de kant van de weinige andere overlevenden gaat een dreiging uit, die ze moeten doorstaan. Centraal staat de moederfiguur Abby Grant, die voor evenwicht zorgt, maar wanneer ze wordt ontvoerd vanwege haar extra weerstand tegen deze ziekte volgt een zoektocht.
De griep die zo plotseling opdook en het auto-immuunsysteem direct aantastte wordt overigens de "Europese griep" genoemd en blijkt niet door de natuur veroorzaakt, maar uit een laboratorium te komen. Alle mensen hebben het dus in hun lichaam en het is de vraag hoelang de huidige overlevenden het volhouden tegen dit muterende virus.

## Lijst van afleveringen
| Nr. | Titel | Regisseur         | Schrijver     | Uitzenddatum Verenigd Koninkrijk |  |
| --- | ----- | ----------------- | ------------- | -------------------------------- |  |
| 1   |       | John Alexander    | Adrian Hodges | 23 november 2008                 |  |
| 2   |       | Andrew Gunn       | Adrian Hodges | 25 november 2008                 |  |
| 3   |       | Andrew Gunn       | Gaby Chiappe  | 2 december 2008                  |  |
| 4   |       | Iain B. MacDonald | Simon Tyrrell | 9 december 2008                  |  |
| 5   |       | Iain B. MacDonald | Adrian Hodges | 16 december 2008                 |  |
| 6   |       | Jamie Payne       | Adrian Hodges | 23 december 2008                 |  |
| 7   |       | Jamie Payne       | Adrian Hodges | 12 januari 2010                  |  |
| 8   |       | Jamie Payne       | Gaby Chiappe  | 26 januari 2010                  |  |
| 9   |       | David Evans       | Simon Tyrrell | 2 februari 2010                  |  |
| 10  |       | David Evans       | Jimmy Gardner | 9 februari 2010                  |  |
| 11  |       | Farren Blackburn  | Simon Tyrrell | 16 februari 2010                 |  |
| 12  |       | Farren Blackburn  | Adrian Hodges | 23 februari 2010                 |  |